# Pleurothallis talpinarioides
Pleurothallis talpinarioides är en orkidéart som beskrevs av Leslie Andrew Garay och Galfrid Clement Keyworth Dunsterville. Pleurothallis talpinarioides ingår i släktet Pleurothallis och familjen orkidéer. Inga underarter finns listade i Catalogue of Life.